# Radniční (České Budějovice)
Radniční (dříve U radnice) je ulice v městské památkové rezervaci České Budějovice. Vede východozápdním směrem z jihozápadního rohu Náměstí Přemysla Otakara II., kde se kříží s Biskupskou ulicí, na opačném konci pokračuje průchod Solní brankou a ulice se stáčí k severu a dále pokračuje jako Česká. Délka ulice je 75 m.

## Domy
Na severní straně ulice se nachází boční strana radnice a dům č. 2., bývalá renesanční kovárna.

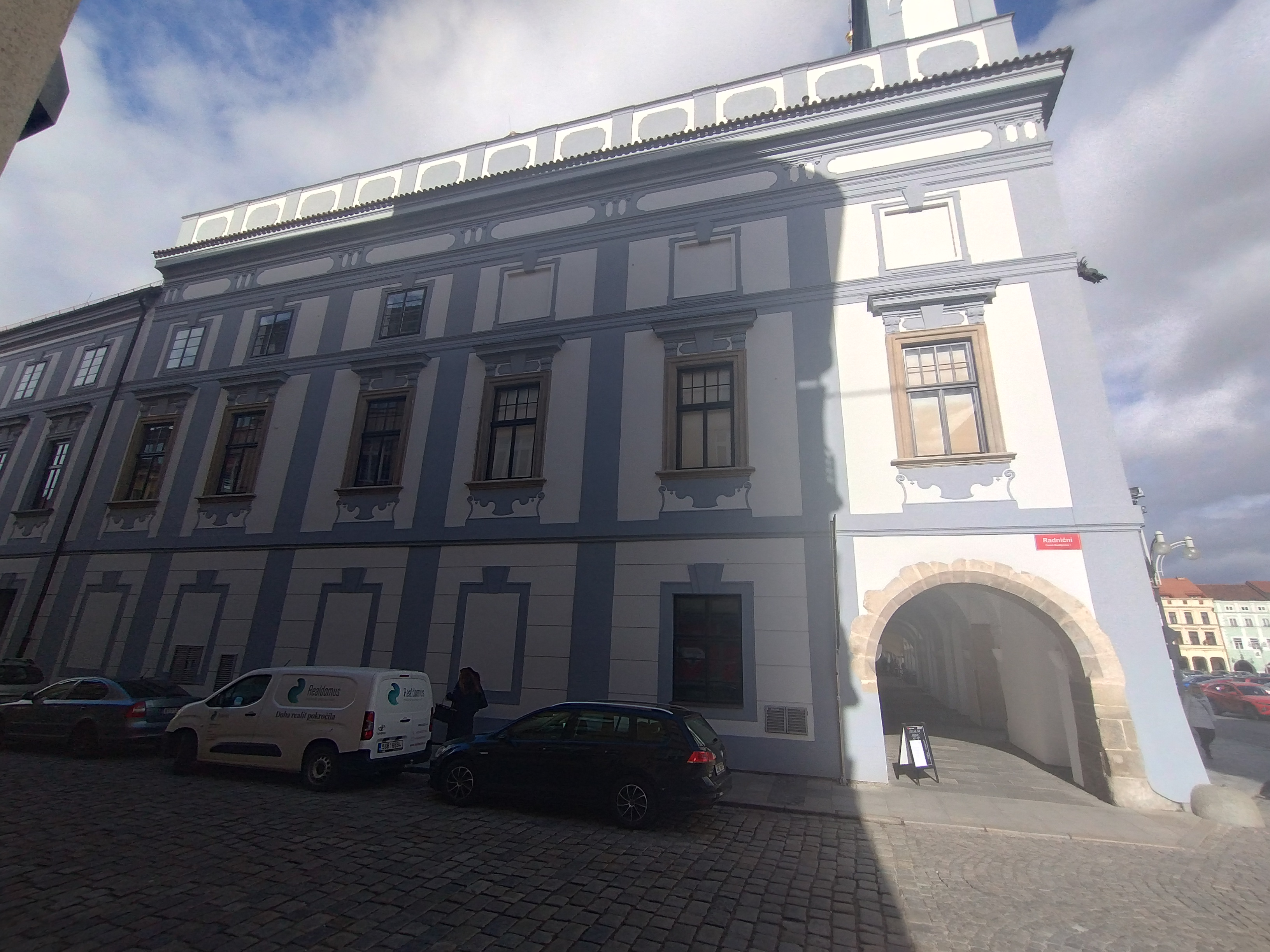
Radnice z Radniční ulice
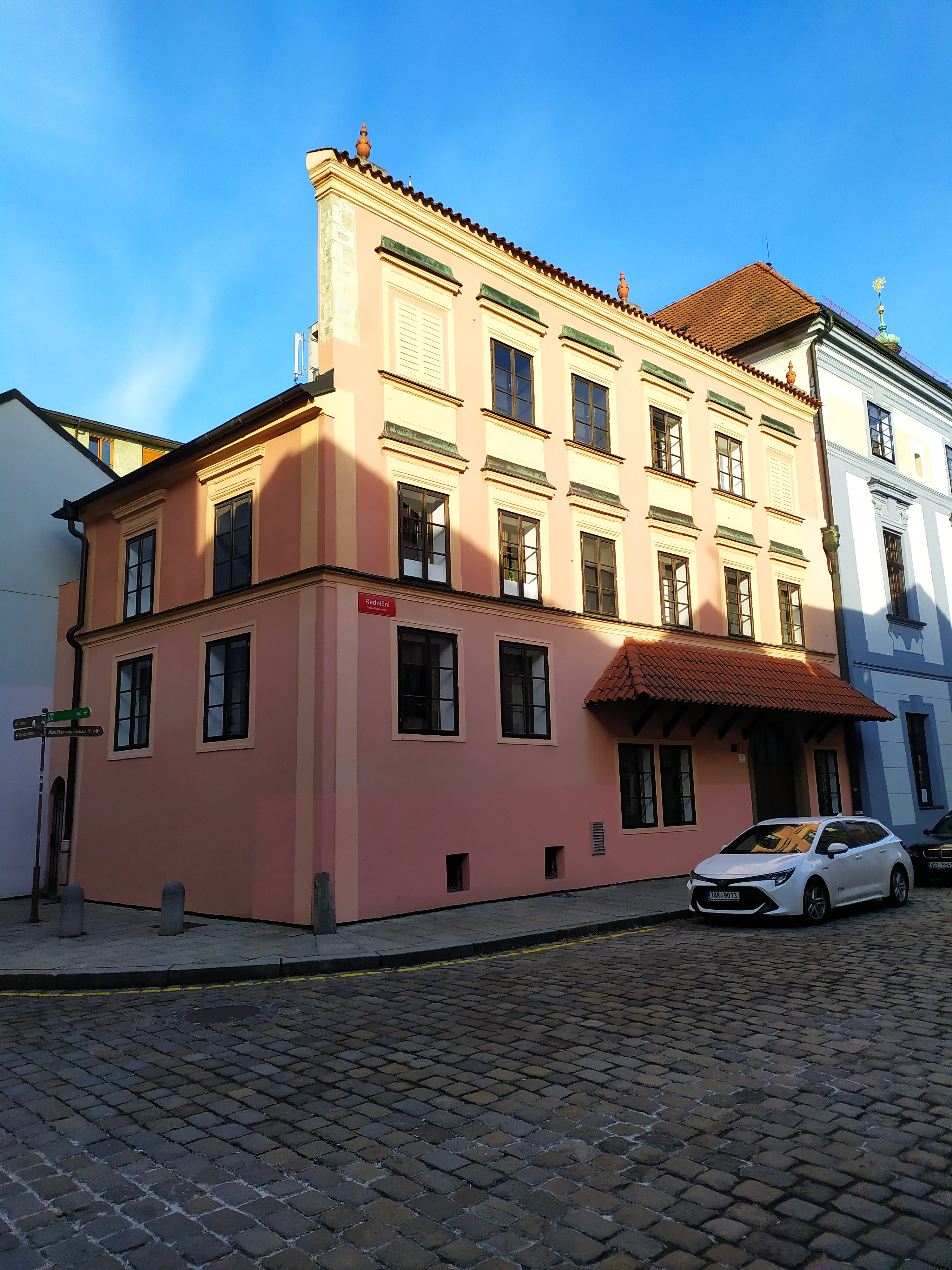
Radniční 2, bývalá kovárna, dnes součást radnice, kulturní památka

Na jižní straně ulice jsou domy s lichými orientačními čísly. Na rohu s Biskupskou ulicí byl areál městských hasičů. V roce 1928 zde Josef Haupvogel postavil pro vídeňskou pojišťovnu Fénix stejnojmennou budovu. Dále v ulici sídlilo několik hostinců.

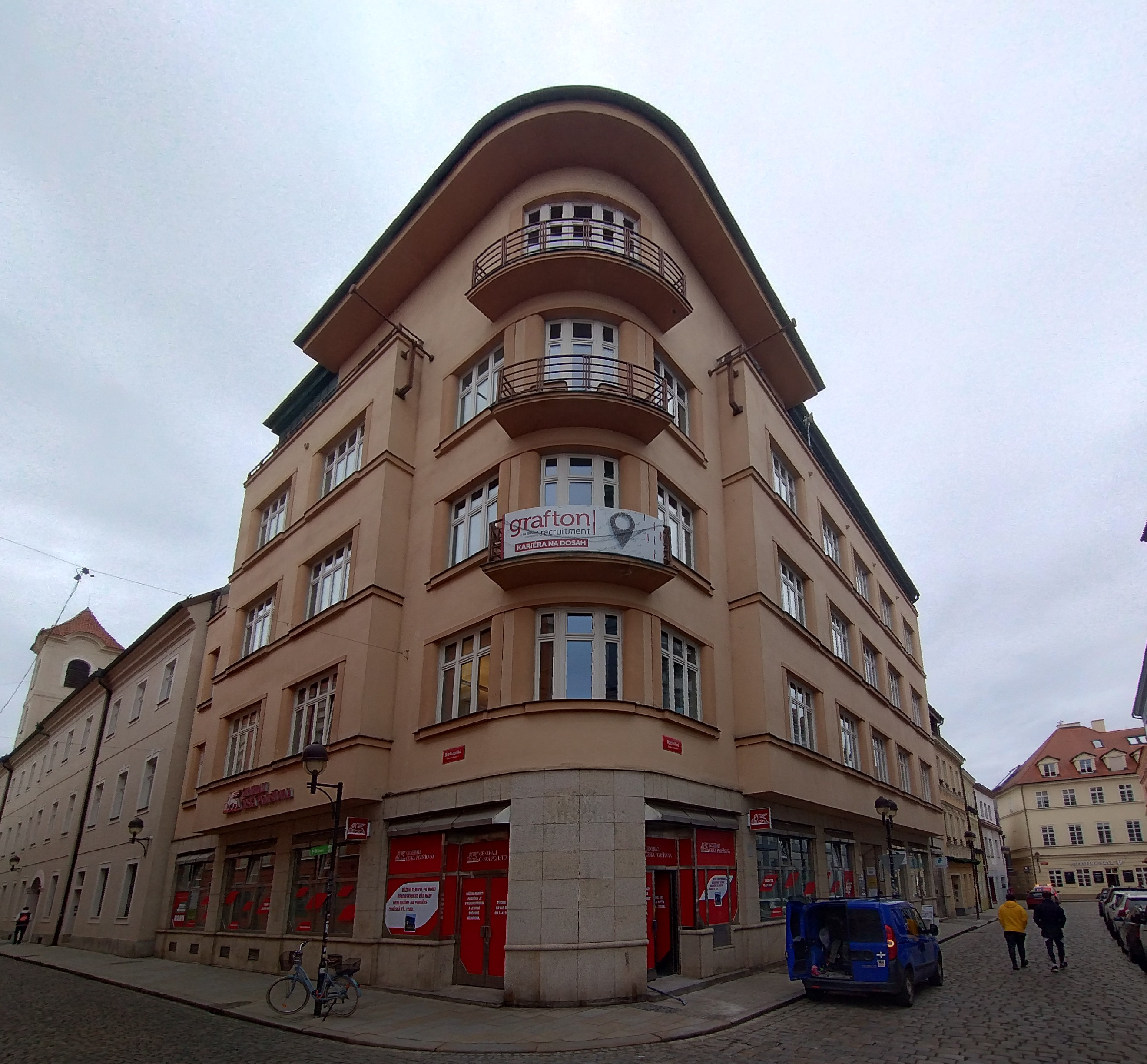
Radniční 1 – palác Fénix
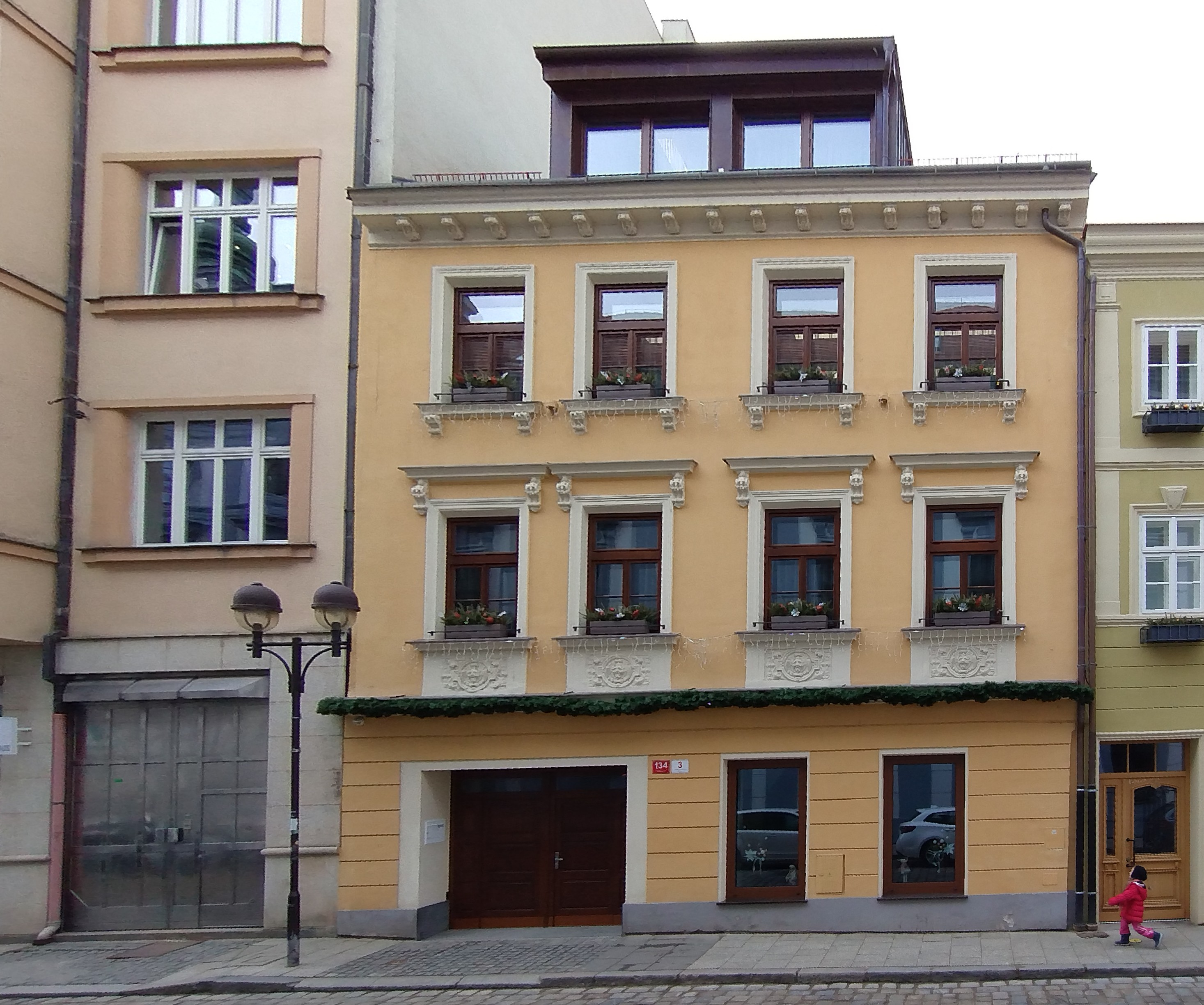
Radniční 3, sídlíval zde pohřební ústav, kulturní památka
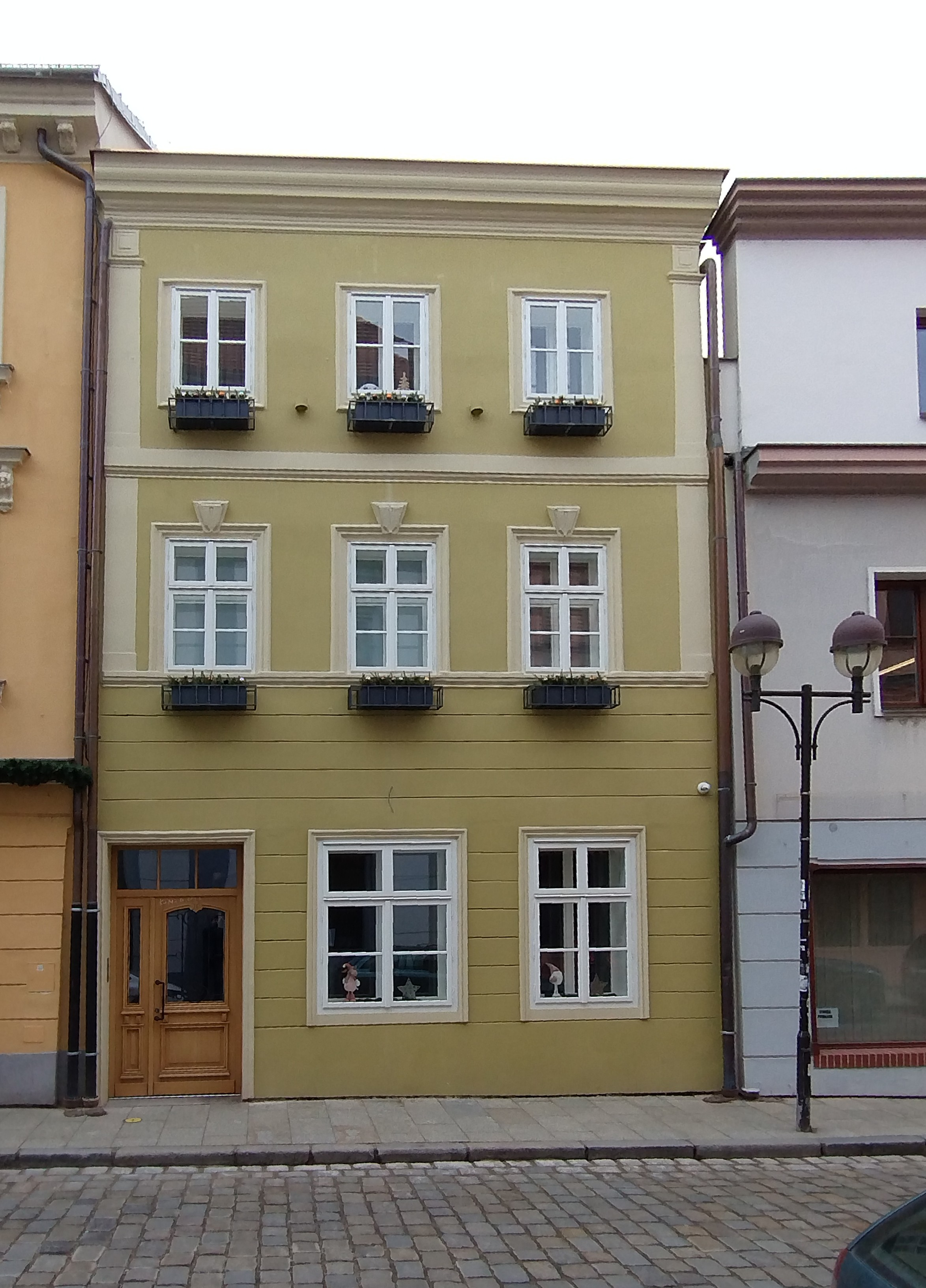
Radniční 5, bývalý hostinec U Salcbuku, kulturní památka
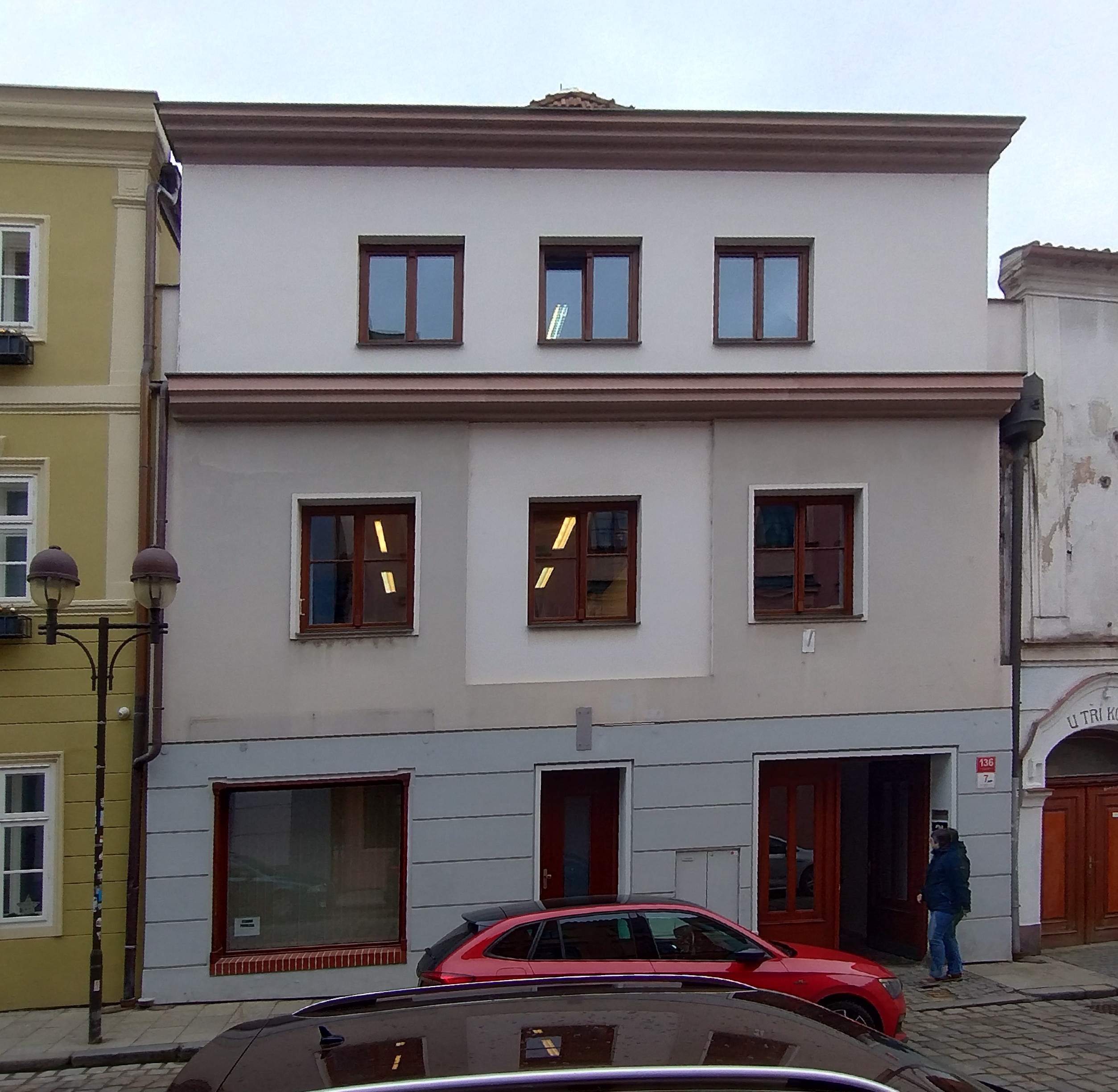
Radniční 7
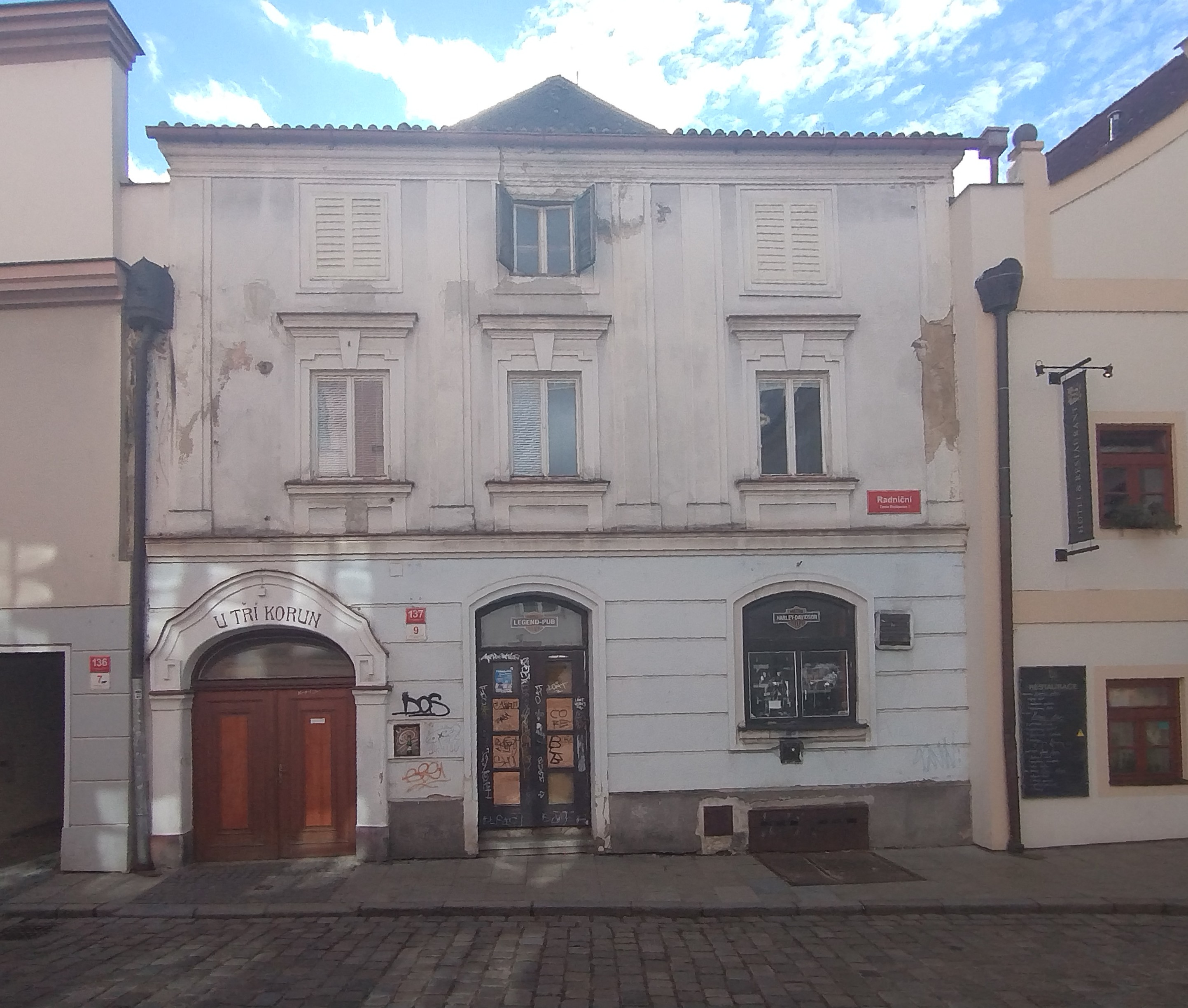
Radniční 9, U tří korun, bývalý Avion dancing, kulturní památka
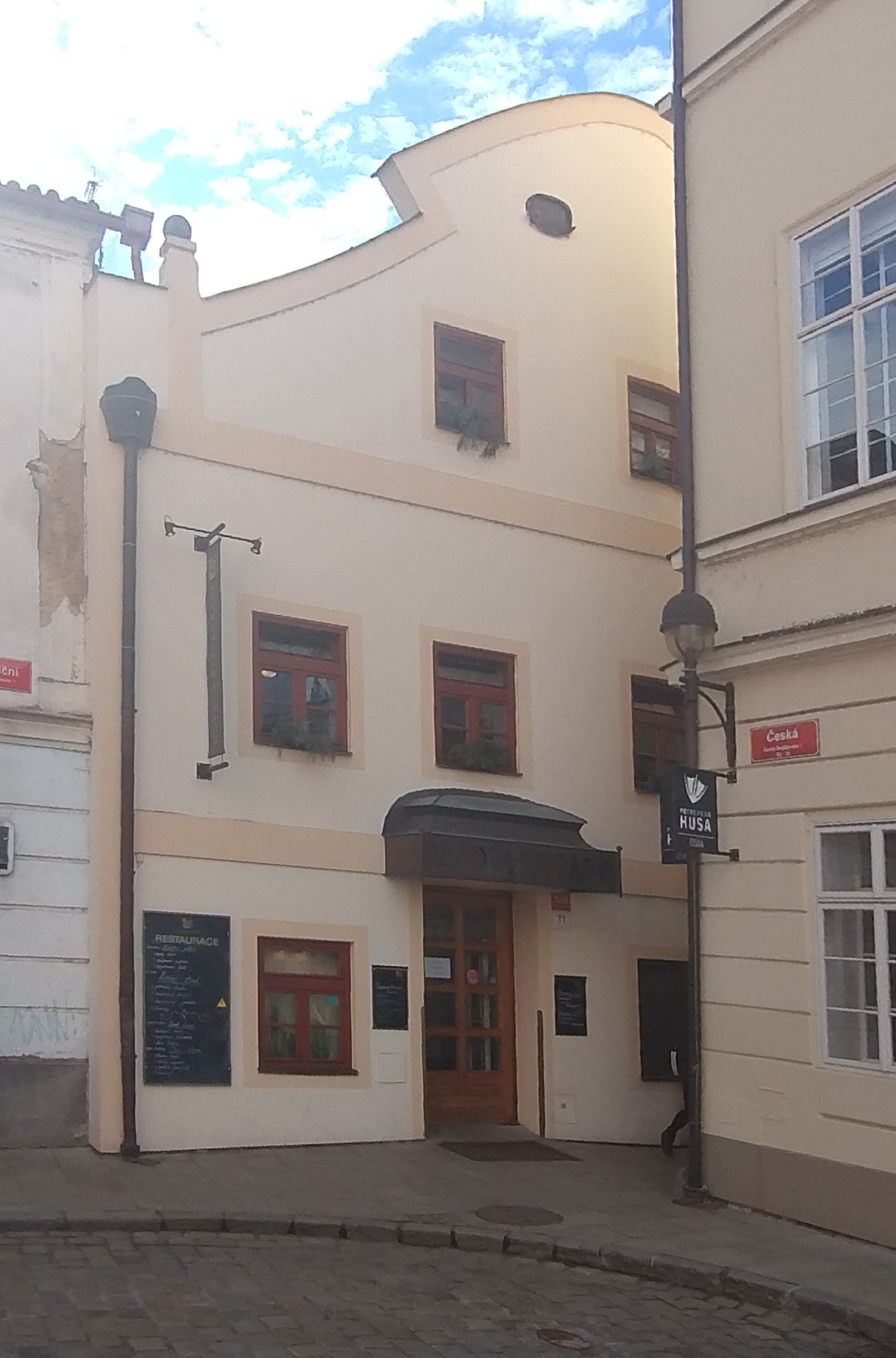
Radniční 11
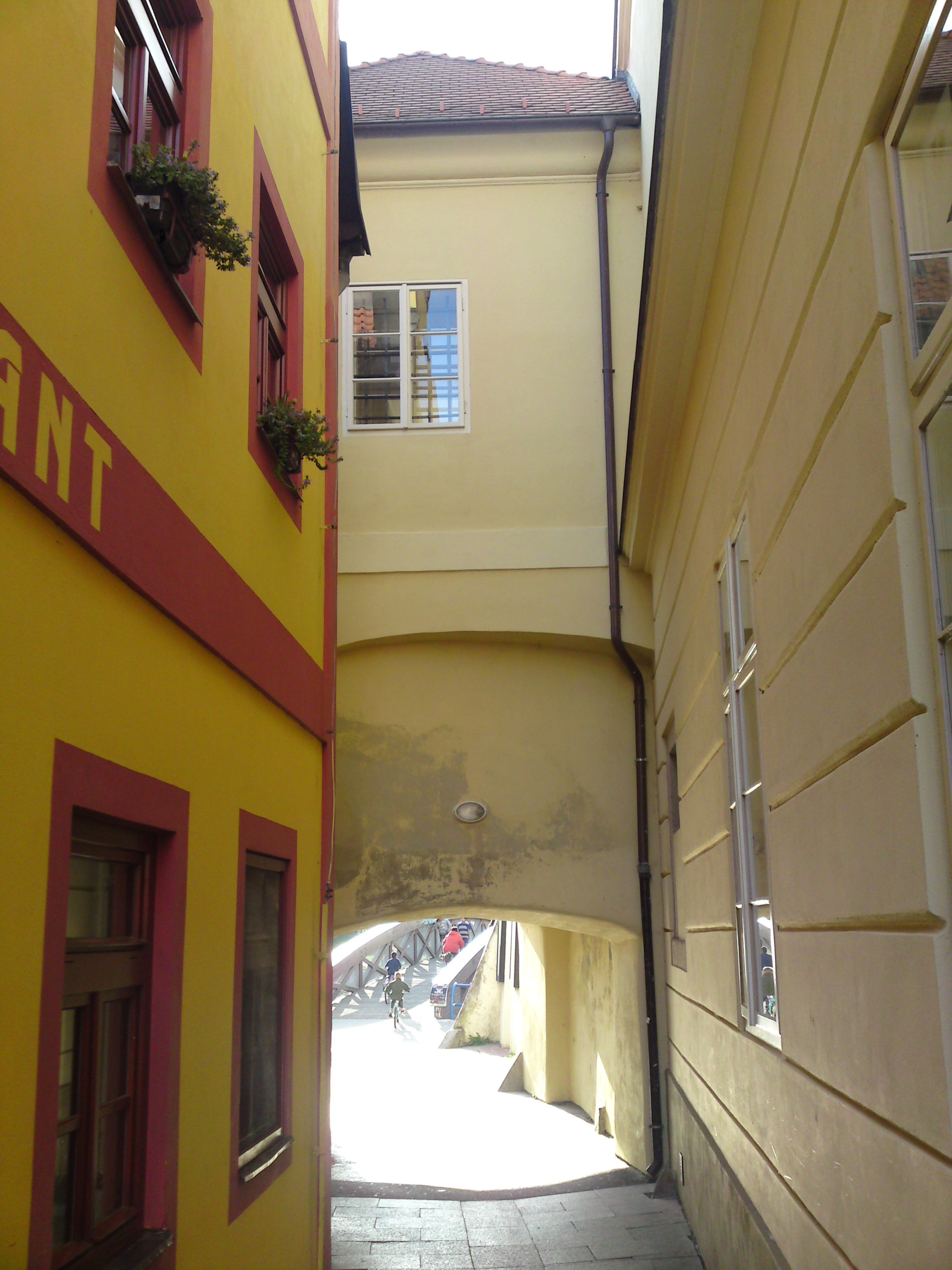
Solní branka